# Peneleos
Peneleos (st. greka:Πηνελέως, Pēneléōs) syn Hippalcimusa oraz Asterope – postać z mitologii greckiej.
Był achajskim żołnierzem podczas wojny trojańskiej.
Zanim zaczęła się wojna, był jednym z Argonautów. Zalecał się także do Heleny, dołączył więc do wojny przeciwko Troi. Pochodził z Boecji i dowodził 12 statkami. Niektóre źródła podają, że został wybrany na dowódcę, ponieważ Tisamenus, syn i następca Thersandera, był za młody.
Peneleos zabił dwóch Trojan: Ilioneusa oraz Lycona.  Został zraniony przez Polydamasa i zabity przez Eurypylosa (syna Telefosa).  Osierocił syna Ofeltesa, którego syn (wnuk Peneleosa) został następcą Autesiona, syna Tisamenusa, jako władca Teb.